# Felsőpakony
Felsőpakony là một thị trấn thuộc hạt Pest, Hungary. Thị trấn này có diện tích 15,33 km², dân số năm 2010 là 3414 người, mật độ 223 người/km².